# Herb Siedliszcza
Herb Siedliszcza – jeden z symboli miasta Siedliszcze i gminy Siedliszcze w postaci herbu.

## Wygląd i symbolika
Herb przedstawia sosnę z trzema koronami i pięcioma korzeniami w czerwonym polu. Pień, korzenie i konary drzewa są koloru złotego, a jego korona – zielonego.
Herb wywodzi się z herbu Godziemba należącego do rodu Węglińskich, którzy byli fundatorami miasta.

## Historia
W 1760 podstoli chełmski Wojciech Węgliński wyjednał przywilej królewski na założenie miasteczka i jarmarki, stąd datą przełomową w dziejach Siedliszcza jest dzień 26 stycznia 1760 roku.
Wówczas to osada została powtórnie lokowana jako miasto. Akt lokacyjny nadał na ręce właściciela Wojciecha Węglińskiego król August III Sas, wspominając w nim, iż zrobił to za „(...) znaczne jego w Rzeczypospolitej zasługi i odważne przeciwko nieprzyjacielowi przy statecznej nam wierności akcje”.